# Pietro Bettelini
Pietro Bettelini (né à Caslano en 1763 et mort à Rome en 1829) est un graveur suisse de la fin du XVIIIe siècle et du début du XIXe siècle. 

## Biographie
Pietro Bettelini commence à étudier à Milan puis à Bologne sous la direction de Gaetano Gandolfi, puis étudie à Paris avec Charles-Nicolas Cochin et part ensuite à Londres où il devient l'élève de Francesco Bartolozzi.
Il a fait notamment travailler Stefano Tofanelli.